# 岡山旭東病院
岡山旭東病院（おかやまきょくとうびょういん）は、岡山県岡山市中区にある医療機関で、公益財団法人操風会が運営する病院である。脳・神経・運動器疾患の総合的専門病院である。

## 沿革
- 1983年9月 - 開設許可。
- 1983年11月 - 土井基之（現副院長）を院長に旭東整形外科医院（19床）開院。
- 1988年 - 土井章弘を院長に迎え、102床に増床し、岡山旭東病院に名称変更。
- 1998年 - 病床を162床に増床
- 1998年 - 脳死からの臓器提供病院に認定
- 2000年 - 開放型病院（開放病床10床）認可
- 2000年 -  サイバーナイフセンター完成。
- 2000年 - 脳卒中センター完成。
- 2003年 - ISO14001認証取得。
- 2004年 - 新館、PET・RIセンター完成。
- 2004年 - DPC導入。
- 2006年 - 日本医療機能評価機構の認定（Ver5.0）を受ける。（1月）
- 2007年 - 3.0TMR、64列MDCT導入。
- 2007年 - プライバシーマーク認証取得。
- 2009年 - 検査課ISO15189認定取得。
- 2010年 - 次世代育成支援対策推進法に基づく認定（くるみんマーク）取得。
- 2011年 - 地域医療支援病院の承認を受ける。
- 2012年 - おかやま子育て応援宣言企業県知事賞受賞
- 2013年 - 岡山ハッピィライフ操風　開所。3.0Ｔ ＭＲ増設・血管造影装置（DSA）更新
- 2014年 - 新病棟（本館北棟2階）開設（ 202床）。シンボルアート（ライアン・ガンダー氏の作品）設置。
- 平成25年度おもてなし経営企業選選出。
- 岡山県男女共同参画社会づくり表彰受賞
- 2015年 - カルナコネクト導入
- サイバーナイフ４０００症例達成（9月）
- 地域包括ケア病棟開設（本館２階３０床）
- 2016年 - 日本医療機能評価機構の認定（3rdG:Ver1.1）を受ける。
- プラチナくるみんマーク認定取得
- 日本ｅラーニングアワード2016厚生労働大臣賞受賞
- 2019年 - 公益財団法人

## 診療科
- 整形外科
- 脳神経外科
- 脳神経内科
- リハビリテーション科
- 内科
- 循環器内科
- 形成外科
- 放射線科
- 麻酔科
- リウマチ科
- 救急科
- 皮膚科
- 泌尿器科

## 主な指定医療機関
- 保険医療機関
- 地域医療支援病院
- 救急指定病院
- 労災保険指定医療機関
- 生活保護法指定医療機関
- 結核指定医療機関
- 原子爆弾被害者一般疾病医療取扱医療機関
- 身体障害者福祉法指定医の配置されている医療機関
- DPC対象病院

## 施設概要

### 病床
- 一般病棟 214床（うちHCU 12床、地域包括ケア病棟 30床）
  - 合計  214床

## 交通アクセス
- JR西日本岡山駅より 岡山駅バスのりば（1番）より岡電バス「桑野営業所」「岡山ふれあいセンター」「新岡山港」行などで約20分、旭東病院前下車。

## 関連施設
- 訪問看護リハビリステーションたんぽぽ
- 岡山ハッピィライフ操風
- 岡山リハビリテーション病院